# Domenico Marchetti
Domenico Marchetti (Padua, República de Venecia; 1626-Padua, 13 de julio de 1688) fue un latinista, médico, cirujano, fisiologista y anatomista italiano. 

## Biografía
Era hijo de Pietro Marchetti (1589-1673) y hermano de Antonio Marchetti (1640-1730). Estudió en la Universidad de Padua, donde se formó en Medicina, haciéndose en 1644 colaborador de Johann Vesling. En 1649, con solo 23 años, sucedió a Vesling como profesor de Anatomía y cirugía.
En 1652, realizó la primera nefrectomía de la historia de la cirugía y en 1665 publicó la primera descripción de la pericarditis postraumática. A él se debe el proceso de inyección de los vasos sanguíneos, haciendo posible diferenciar los vasos arteriales de los vasos venosos y mostrando su continuidad. El 9 de octubre de 1683 obtuvo la cátedra de anatomía del Ateneo patavino, cargo que ocupó hasta su muerte. Conocido, sobre todo, como hábil cirujano, según Albrecht von Haller fue apenas valorado como anatomista por tratar de asuntos nuevos y originales.

## Obra
- Anatomia (cui responsiones ad Riolanum anatomicum Parisiensem in ipsius animaduersionibus contra Veslingium additae sunt), Patavii 1652, 1654; Hardervici 1656; Ludguni Batavorum 1688.